# Projet britannique 100 000 génomes
Le projet britannique 100 000 génomes est un projet lancé par le gouvernement britannique qui vise à séquencer le génome de 100 000 patients suivis par le National Health Service dans le but de mettre en relation certaines maladies dont les maladies rares, certains types communs de cancer de même que certaines maladies infectieuses avec les gènes susceptibles de jouer un rôle dans leur apparition et leur développement.

## Histoire
Le projet a d'abord été annoncé par le Premier ministre britannique David Cameron en décembre 2012. Pour superviser le projet, le gouvernement a mis en place la société Genomics England (en) avec pour objectif de concentrer les recherches sur le cancer, les maladies rares et les maladies infectieuses tel qu'annoncé en juillet 2013 par le secrétaire d'État à la Santé, Jeremy Hunt. Le projet a également été rendu possible par l'Institut national de recherche en santé (en), le NHS England (en), le Public Health England et le Health Education England (en). En 2015, l'Irlande du Nord et l'Écosse  ont également rejoint le projet. En 2016, le gouvernement  du pays de Galles a publié une déclaration d'intention et envisage de participer au projet. 
Les premiers participants ont été recrutés à l'hôpital de l'université de Cambridge (en), ceux de la fondation des hôpitaux de Newcastle upon Tyne (en) et le centre de santé UCL Partners (en). Les centres médicaux suivants ont rejoint le projet un peu plus tard : les centres hospitaliers de la fondation des hôpitaux universitaires du centre de Manchester (en), ceux de la fondation des hôpitaux de l'université d'Oxford (en), ainsi que l'hôpital de Great Ormond Street, le Guy's Hospital  et celui de la fondation de l'hôpital Moorfields Eye (en). Avec ceux de Yorkshire and Humber et West of England, c'est 13 centres de médecine génomique qui participent à ce projet depuis décembre 2015. Le consentement des participants est requis pour permettre aux chercheurs d'avoir accès aux données de leur dossier médical et de pouvoir les mettre en relation avec celles issues du séquençage de leur génome dans l'espoir d'améliorer les connaissances sur les causes, les traitements et les soins concernant les maladies visées par l'étude.
En plus de celui réalisé par la société Illumina, Genomics England annonça en septembre 2015 un partenariat avec les sociétés Congenica et Omicia. En décembre 2015, le séquençage de génomes entiers de 6 000 personnes avait été complété et par conséquent plusieurs enfants atteints de maladies ont finalement reçu un diagnostic.